# Ивановка (Кобелякский район)
Ивановка (укр. Іванівка) — село,
Ивановский сельский совет,
Кобелякский район,
Полтавская область,
Украина.
Код КОАТУУ — 5321882601. Население по переписи 2001 года составляло 1090 человек.
Является административным центром Ивановского сельского совета, в который не входят другие населённые пункты.

## Географическое положение
Село Ивановка находится в 7-и км от левого берега реки Ворскла.
Село состоит из трёх частей, разнесённых на расстояние до 1,5 км.
На расстоянии в 1,5 км расположено село Самарщина.
Село расположено на краю большого болота.

## Объекты социальной сферы
- Школа.